# ハリー・G・ガーランド
ハリー・ジョージ・ガーランド（Harry George Garland、1899年11月28日 - 1972年6月18日）は、アメリカ合衆国の実業家である。
1935年にミシガン州デトロイトにガーランド・マニュファクチャリング社を設立し、第二次世界大戦中に軍用機器の生産に貢献した結果、戦時中のミシガン州のリーダーの一人として認められた。1947年にガーランド・マニュファクチャリング社を売却した後は、財政難に陥った企業を救済する破産管財人をたびたび務めた。彼が破産管財人となった会社には、Anker-Holth Manufacturing Co.、Richmond & Backus Co.、D. J. Healy Shops、Rocky River Paper Mill、F.L. Jacobs Companyがある。また、ミシガン州マコーム郡の監理委員を約20年間務めた。
ミシガン州ルイストンのガーランド・ロッジ・アンド・リゾートは、彼の名前にちなんで名付けられた。

## 初期の経歴

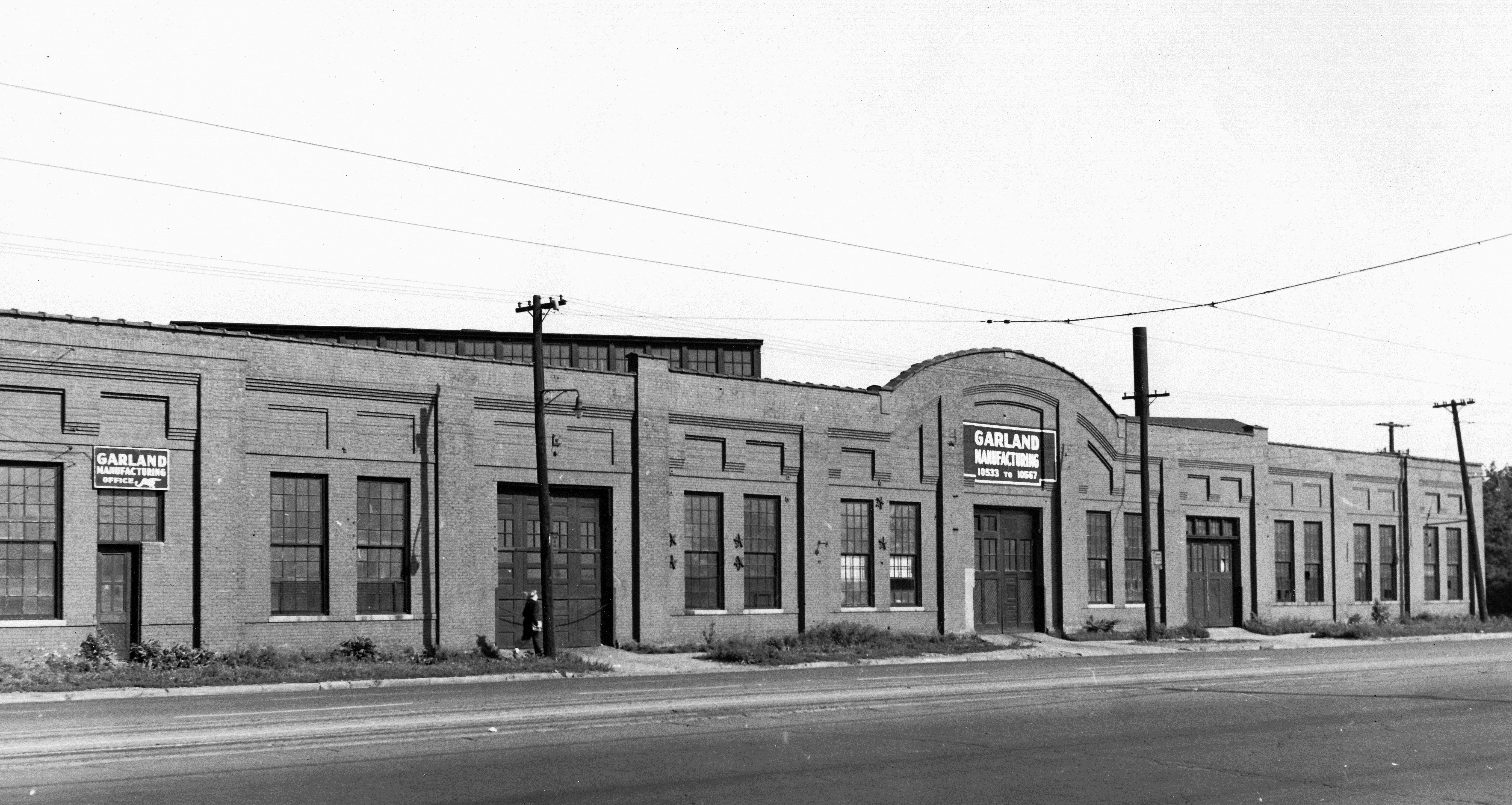
デトロイト・グラショット通りのガーランド・マニュファクチャリング社（1945年頃）

ガーランドは、シカゴとデトロイトの工場で工具と金型製作の技術を学んだ。1917年にシカゴのアメリカン・キャン・カンパニーで見習いを始め、4年間働いた。自動車産業が盛んだったミシガン州に機会を見出した彼は、1921年にデトロイトに移り、スチュードベーカー社に職工として入社した。1923年にクライスラー社に移り、旧マクスウェル自動車工場で熟練工となった。1935年にクライスラー社を退職し、ガーランド・マニュファクチャリング社を設立した。

## ガーランド・マニュファクチャリング社

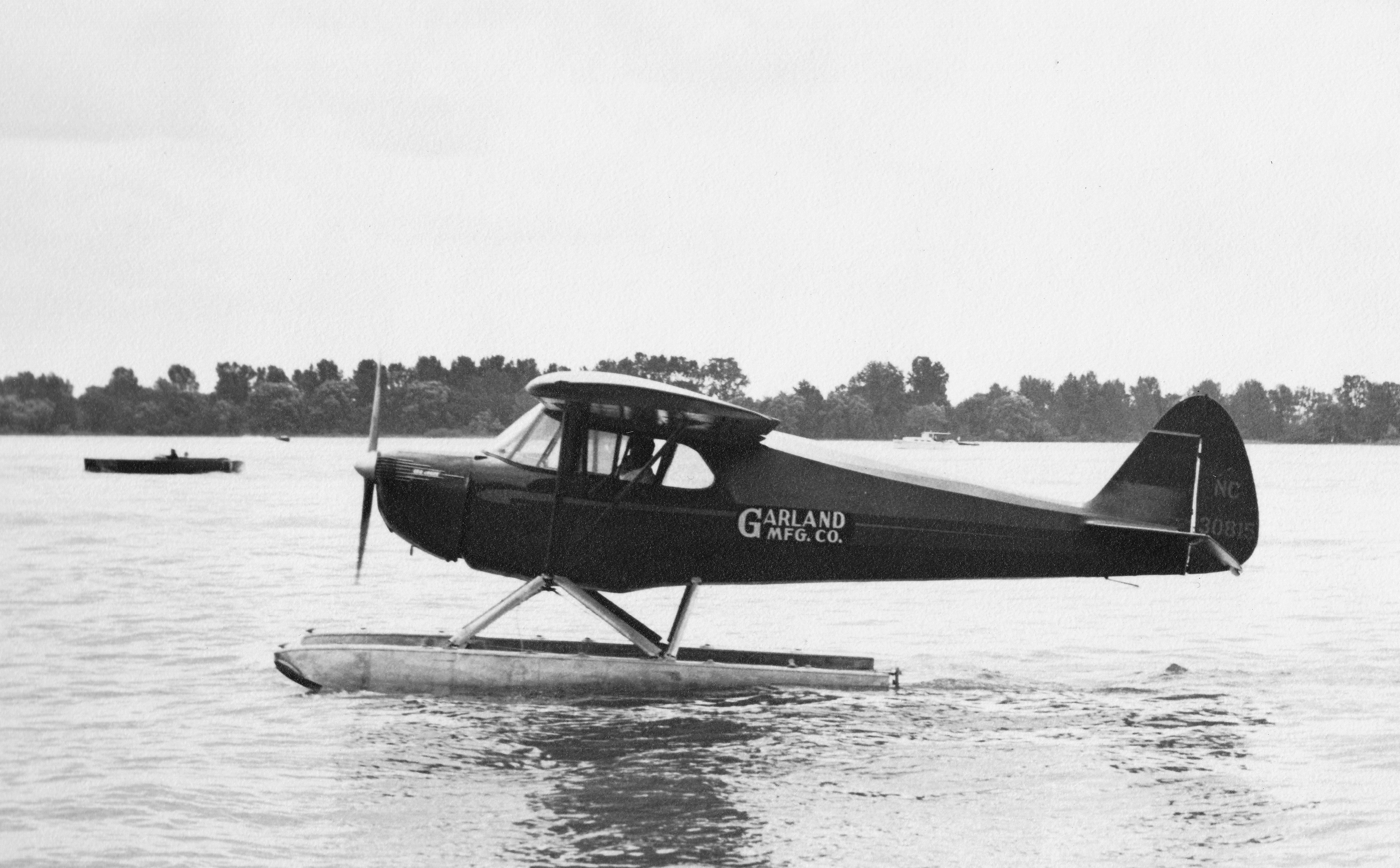
デトロイト川でガーランド・マニュファクチャリングのロゴが入った水上飛行機を操縦するガーランド（1946年）

ガーランド・マニュファクチャリング・カンパニー(Garland Manufacturing Company)は、1935年にハリー・G・ガーランドが自動車産業向けの部品メーカーとして設立した。工場はデトロイトのグラショット通り10533番地にあった。第二次世界大戦が勃発すると、ガーランド・マニュファクチャリング社は海軍や陸軍向けのトラック、戦車、飛行機の部品生産に転向した。"Leaders of Wartime Michigan"（戦時中のミシガン州のリーダーたち）という本の中で、ガーランドの戦争への貢献が評価されている。
ガーランドはデトロイト川のクレアポイント・マリーナ(Clairpointe Marina)のオーナーでもあった。このマリーナは、ディープキールのボートを水上から保管場所までレールに乗せて輸送する、ガーランドが設計・建設したシステムが特徴的であった。また、ガーランドは水上飛行機基地も運営しており、1940年代にはガーランド・マニュファクチャリング社のロゴが入った水上飛行機がデトロイト川に離着水するのを見ることができた。
1947年、ガーランドはガーランド・マニュファクチャリング社をハーマン・オットーに売却した。オットーは、ミシガン州ルイストンにあるガーランド・マニュファクチャリング社が所有していた土地で大規模なリゾートを開発し、1951年にオープンした。このリゾートは、ガーランドから名前を取ってガーランド・ロッジ・アンド・リゾート(Garland Lodge and Resort)と名付けられた。

## F・L・ジェイコブス社

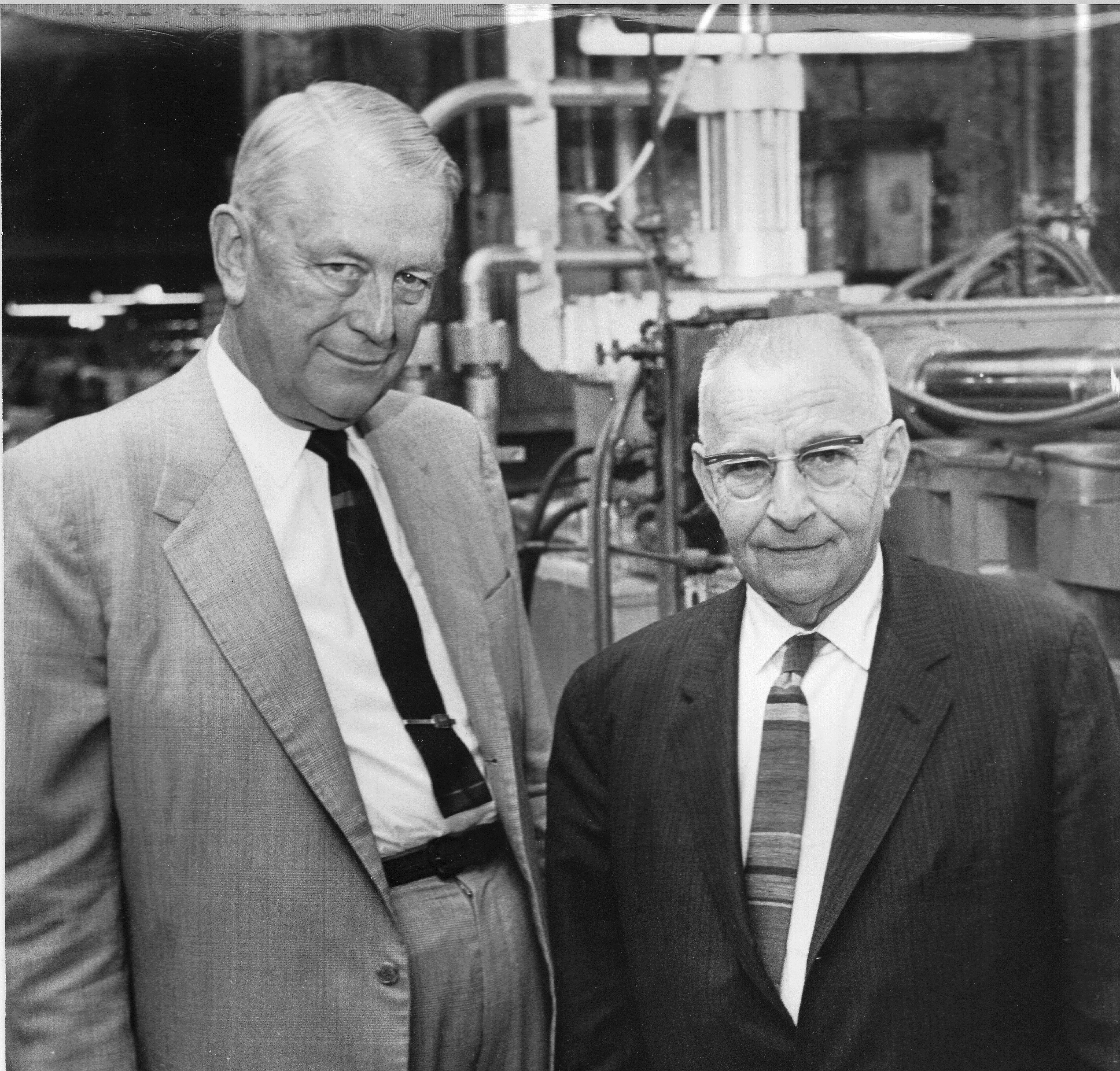
F・L・ジェイコブス社管財人のアーサー・B・ファイデラーとハリー・G・ガーランド（1964年）

1959年3月18日、米国連邦地方判事トーマス・パトリック・ソーントンは、F・L・ジェイコブス社(F.L. Jacobs Company)の管財人にハリー・G・ガーランドとアーサー・B・ファイデラー(Arthur B. Pfleiderer)を任命し、連邦倒産法の下での会社更生を命じた。F・L・ジェイコブス社の破産は、「近年の全米第4位の企業金融スキャンダル」と評された。ソーントン判事の判決が下った当時、F・L・ジェイコブス社は1959年初頭にアレクサンダー・グテルマから会長職を引き継いだハル・ローチ・ジュニアが率いていた。1960年にグテルマは不適切な会計処理などの罪で実刑判決を受けた。F・L・ジェイコブス社は、ミシガン州に製造工場を持ち、ニューヨークには豪華なオフィスがあった。ソーントン判事は同社を「違反の掃き溜め」(a cesspool of violations)と評した。
ガーランドとファイデラーがF・L・ジェイコブス社の複雑な財務問題を解決する仕事に就き、ガーランドは同社の2つの事業子会社の社長に就任した。グランドラピッズ・メタルクラフト社（Grand Rapids Metalcraft Corp.、F・L・ジェイコブス社が1936年に買収）とコンチネンタル・ダイキャスティング社(Continental Die Casting Corp.)である。1959年末、『デトロイトニュース』紙でこれら2つの会社の損失が大幅に削減されたことが報じられ、1960年初頭には、ガーランドは会社が黒字で運営されていると報告した。
2つの事業子会社を順調に経営する一方で、ガーランドとファイデラーはF・L・ジェイコブス社の過去の債務を清算し、会社更生を完了させることができた。7年後、ガーランドとファイデラーは、1510万ドルの負債を抱えていたF・L・ジェイコブス社を、存続可能な状態に戻した。裁判所は最終的な会社更生完了の判決において、ガーランドとファイデラーを称賛し、グランドラピッズ・メタルクラフト社とコンチネンタル・ダイキャスティング社が「それぞれの分野におけるリーダー」に復帰したと評した。
F・L・ジェイコブス社が倒産状態から脱却すると、ガーランドは同社の会長に任命された。ガーランドは1971年まで会長職に就いていたが、『ウォールストリートジャーナル』紙の報道によれば、「手綱を若い者に譲る」と言って会長職を辞した。

## その他の企業

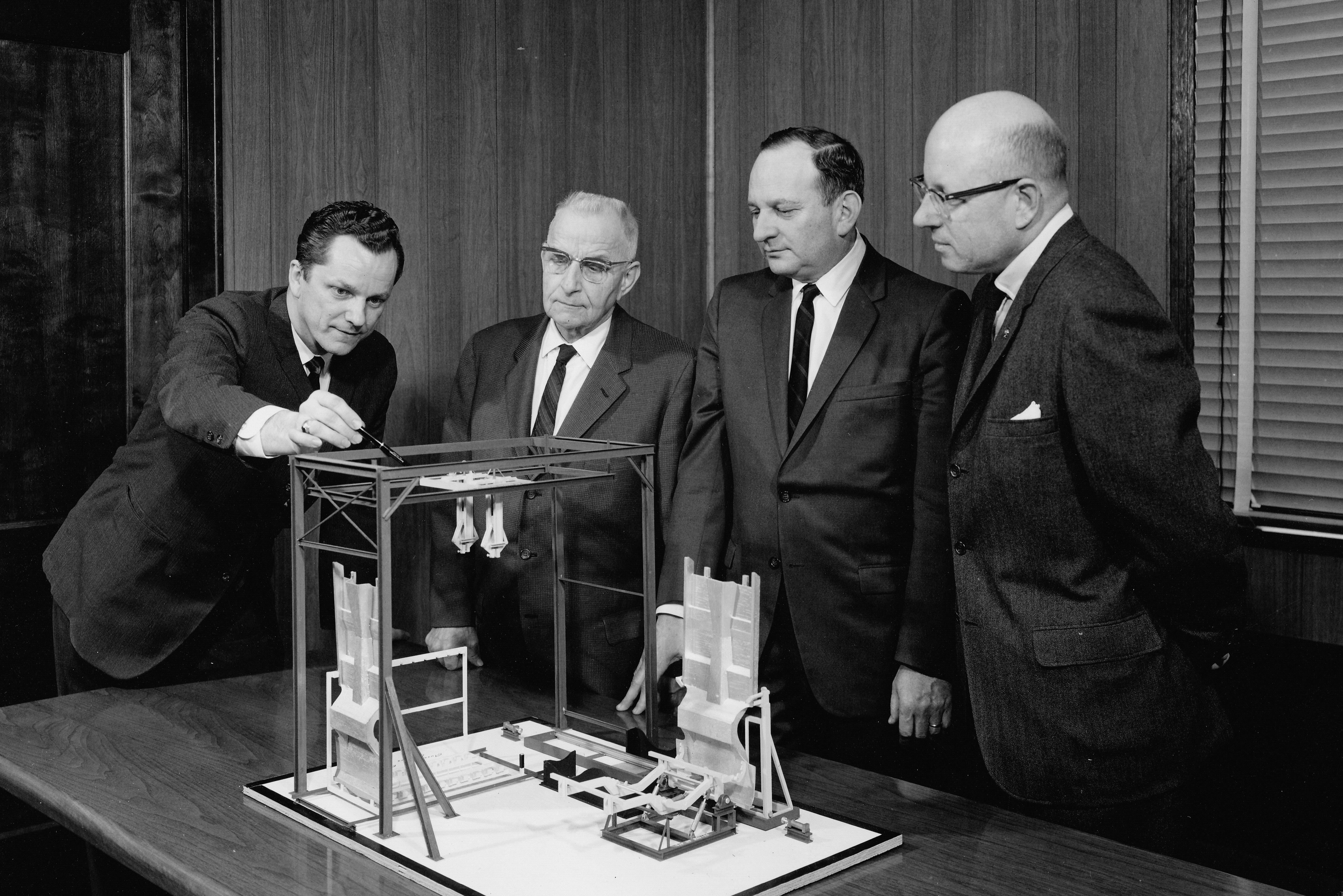
1965年、アンカー・スティール・アンド・コンベア社の経営陣とハリー・G・ガーランド。Ade Czarnecki（チーフエンジニア）、ハリー・G・ガーランド（社長）、Marshall Brenner（副社長兼ゼネラルマネージャー）、Ted Hegelman（セールスマネージャー）。

1960年代には、ハリー・ガーランドはミシガン州ディアボーンのアンカー・スティール・アンド・コンベア(Anchor Steel and Conveyor Company)の社長も務めた。この会社でガーランドは、1964年のニューヨーク万国博覧会のゼネラルモーターズのアトラクション「フューチュラマ」において、来場者を運ぶコンベアシステムの設計、建設、設置を行った。ガーランドのコンベアシステムは、南極、月、海底、ジャングル、山、砂漠、未来の都市社会などのジオラマの中を、一度に1400人の着席した来場者を15分かけて運んだ。移動する座席の速度に合わせて動く歩道から乗り降りするため、乗客の乗降のためにコンベアを一時停止させる必要はなかった。万国博覧会の期間中、約2,600万人の来場者がこのシステムを利用した。これは万国博覧会で最も人気のあるアトラクションだった。
1950年代から1960年代にかけて、ガーランドは他の会社の責任を超えてミシガン州アッパー半島の製造会社・レイク・ショア社(Lake Shore, Inc.)のデトロイト地域の代表を務めた。彼は、自動車産業の主要な下請け会社としてレイク・ショア社を設立したことで知られている。

## 私生活

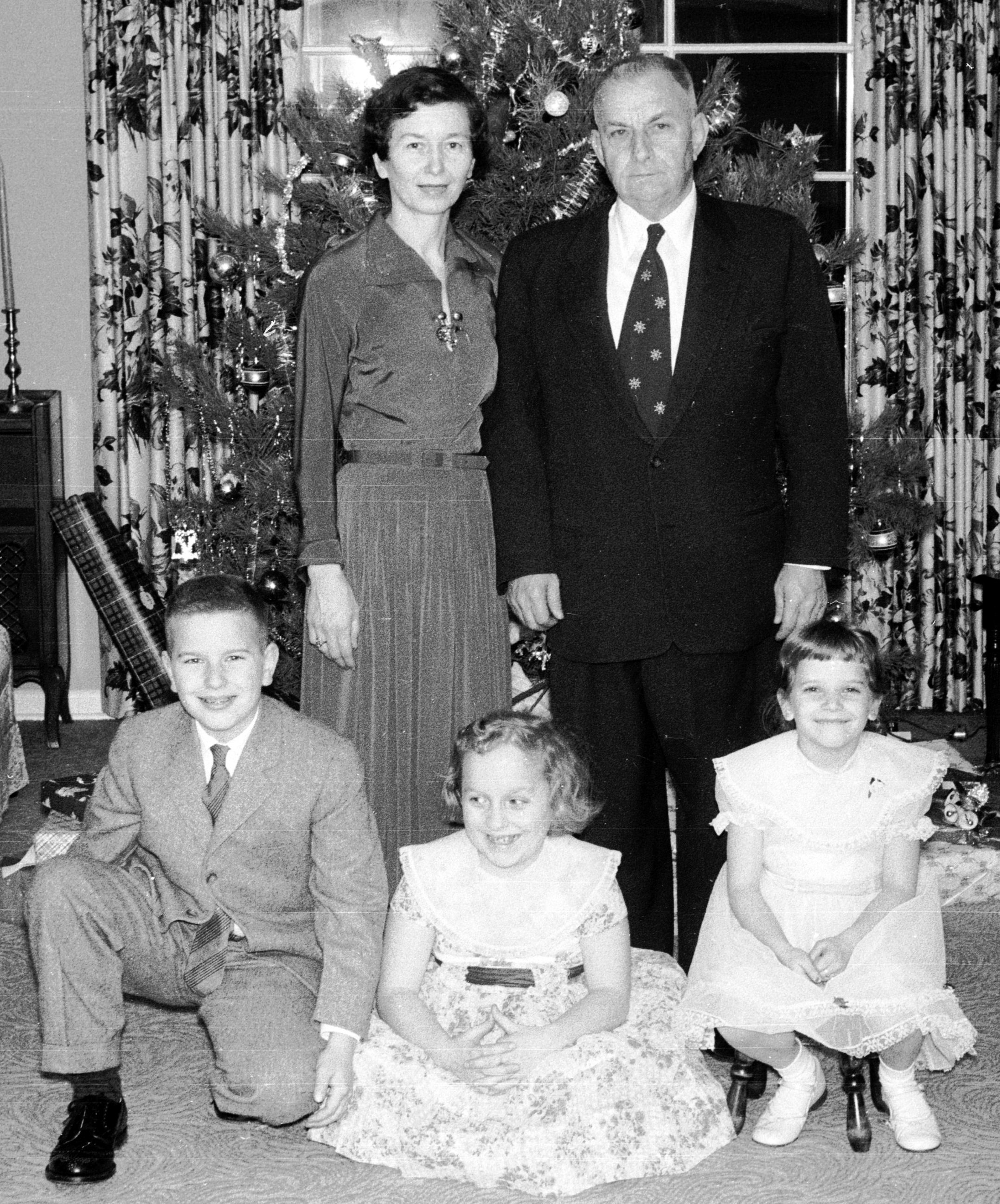
ハリー・G・ガーランド、妻のローズと子供たち（1957年）

ハリー・G・ガーランドは1899年11月28日にイリノイ州ジョリエットで生まれた。1921年にデトロイトに移り住み、以降、デトロイト地域で過ごした。彼は熟練した飛行機パイロットであり、ヨットマンでもあった。民間航空パトロールで活躍し、『アビエーション・アンド・ヨッティング』誌の諮問委員を務めた。1945年、デトロイト川沿いのリバーサイドアベニュー14480番地に自宅を建てた。彼は自宅で水上飛行機基地と飛行学校を運営していた。ガーランドの水上飛行機基地には木製の傾斜路があり、そこからフロート水上機を操縦し、コンクリートの傾斜路からは飛行艇グラマン G-44を水中に誘導することができた。
1952年、デトロイト市は公園にするためにガーランドの土地を収用し、ガーランドはレイク・タウンシップのグロース・ポワント・ショアーズに移り住んだ。彼はセントクレア湖畔のゴークラー・ポイントに別荘を建て、水上飛行機発着場を建設し、そこからパイパー PA-18を操縦した。
エドセル・フォードの夫人の後任としてタウンシップの理事会に参加し、1953年11月6日にレイク・タウンシップの執行官に就任した。その当時、タウンシップの有権者は13人しかいなかった。タウンシップの執行官として、彼は20年近くの間マコーム郡の監理委員を務め、他に空港委員長も務めた。
ハリー・G・ガーランドと妻のローズとの間にはハリー（1947年生まれ）、ジュディ（1949年生まれ）、キャロル（1951年生まれ）の3人の子供がいた。息子のハリー・T・ガーランドは、マイクロコンピュータメーカー・クロメンコの共同設立者となった。
ハリー・G・ガーランドは1972年6月18日に死去した。妻のローズは、1980年にハリーの長年の友人だったトーマス・パトリック・ソーントンと結婚したが、トーマスは1985年に亡くなった。彼女は2014年4月26日に亡くなるまでグロース・ポワント・ショアーズに住み続けた。